# Абернати, Джек
Джон Ривз Абернати (англ. John Reeves Abernathy ; 28 января 1876 — 11 января 1941) — самый молодой маршал в истории США. Известен под прозвищем «Джек-поймай-их-живьём» (англ. "Catch-'em-alive Jack").

## Биография
Джек Абернати родился в 1876 году в округе Боске, штат Техас. В 1882 году его семья переезжает в округ Нолан и начинает заниматься скотоводческим бизнесом. В 9 лет Джек уже работал ковбоем, а в 11 участвовал в перегоне скота на 500 миль в Энглвуд, штат Канзас. В 15 лет он работал на ранчо Чарльза Гуднайта, позднее занимался поимкой волков. В 1898 году женился и основал ранчо в Оклахоме. В 1905 году по личной просьбе президента Теодора Рузвельта устраивал для него охоту на волков.
В 1910 году был назначен маршалом США в Оклахоме. Абернати отлично справлялся со своей работой: он поймал более 800 преступников, при этом, никого никогда не убил.
Джек Абернати скончался в 1941 году в Лонг-Бич и был похоронен в Уичито-Фолс, штат Техас.